# Lillian Dyck
Lillian Eva Quan Dyck, kanadska neurobiologinja, političarka in pedagoginja, * 24. avgust 1945, North Battleford, Saskatchewan.
Trenutno je senatorka Senata Kanade, ki predstavlja Saskatchewan. 